# 查尔蒙特站
拉納拉站（英語：Charlemont）是一個位於愛爾蘭都柏林的都柏林轻轨站，在2004年通車。都柏林公車路線44、44B和61均能到達此站。
車站月台位於一條橫跨大運河的梁橋上，侯車月台位於運河上方，這樣設計使乘客能從運河兩岸均能到達車站。由於都柏林轻轨是採用開放式月台，因此車站亦會被行人用作渡河橋樑。這橋樑獻給土工程師西蒙·H·佩里（Simon H. Perry），他是都柏林輕轨的提倡者。